# New Zealand State Highway 88
Der New Zealand State Highway 88 (auch State Highway 88 oder in Kurzform SH 88) ist eine Fernstraße von nationalem Rang auf der Südinsel von Neuseeland.

## Strecke
Der SH 88 zweigt im Zentrum von Dunedin vom New Zealand State Highway 1 ab und führt entlang des Nordwestufers des Otago Harbour bis nach Port Chalmers. Parallel verläuft die Main South Line.